# Силиштеа (Њамц)
Силиштеа (рум. Siliștea) насеље је у Румунији у округу Њамц у општини Романи. Oпштина се налази на надморској висини од 257 m.

## Становништво
Према подацима из 2002. године у насељу је живело 2441 становника, од којих су сви румунске националности.